# 斯通黑文列車出軌事故
斯通黑文列車出軌事故（英語：Stonehaven derailment）是一起致命的鐵路事故，發生在英國夏令時2020年8月12日約09:40，在蘇格蘭阿伯丁郡斯通黑文以西的卡蒙附近。事故造成三人死亡，六人受傷，這是自2007年2月格雷里格列車出軌事故以來英國首例致命的列車出軌，亦是自2004年烏夫頓·內維特撞車事件以來，涉及城際125的最嚴重的事件。